# 山田習三郎
山田 習三郎（やまだ しゅうざぶろう、1888年（明治21年）1月3日 - 1941年（昭和16年）3月14日）は、大日本帝国陸軍軍人。最終階級は陸軍少将。

## 経歴
1888年（明治21年）に愛媛県で生まれた。陸軍士官学校第21期卒業。1937年（昭和12年）3月1日に小倉連隊区司令官に就任し、8月2日に陸軍歩兵大佐に進級した。1940年（昭和15年）3月に第1独立歩兵隊長に転じたが、1941年（昭和16年）1月25日に東部軍司令部附となり、3月1日に陸軍少将に進級した。同年3月14日に死去。